# Орден Святого Михаила
Орден святого Михаила (фр. Ordre de Saint-Michel) — рыцарский орден во Франции. Учреждён Людовиком XI в Амбуазском замке в 1469 году в ответ на создание его соперником Филиппом Добрым ордена Золотого руна. На ордене изображён святой архангел Михаил на скале, символизирующей штаб-квартиру ордена — гору Мон-Сен-Мишель. Орденские статуты украсил миниатюрами великий Жан Фуке.
Изначально предполагалось, что орден будет состоять из 31 рыцаря, или кавалера. К концу правления Валуа орден потерял былую эксклюзивность, и число его кавалеров стало исчисляться сотнями. Чтобы исправить положение, Генрих III объявил высшей наградой королевства вновь учреждённый орден Святого Духа.
Впоследствии орденом стали награждать в основном за заслуги в науке и искусстве.
Людовик XVI упразднил орден своим декретом от 20 июня 1790 года. Людовик XVIII восстановил орден 16 ноября 1816 года. Орден вновь был упразднён в 1830 году после Июльской революции. Признаётся как династический рыцарский орден Международной комиссией рыцарских орденов (англ. International Commission for Orders of Chivalry).